# 張瑋津
張瑋津（1963年—），大學肄業，曾任證券公司營業員、證券公司櫃檯主管、證券公司顧問，前夫為東隆紡織第二代郭浤潓、男藝人巧克力

## 王世堅誹聞事件
2006年8月，時任立委王世堅被媒體拍到與女助理上賓館，他當時解釋拿出錄音帶證明是聽張瑋津爆料。但2007年，張瑋津翻供，說錄音帶是王世堅在緋聞曝光前一天找她配合造假。

## 「無常」簡訊
2010年2月，由於TVBS的新聞夜總會，提出張瑋津過去曾做過的豐功偉業，在節目中討論。引發張瑋津傳了一個手機簡訊，主題為「無常」，給主持人李艷秋。此簡訊的詳細內容於2010年2月5日的新聞夜總會節目中被公開。